# Bundz
O Bundz (também conhecido como bunc) é um queijo produzido com leite de ovelha, originário da Polônia.
É um queijo branco, integral, de textura macia e com alto valor nutricional. Foi incluído na lista de produtos tradicionais de Podhale, no ano de 2005.

## História
A origem do Bundz na Polônia se deu no século XIII, através do pastoreio de ovelhas e cabras feitos pelos valáquios, grupo seminômades que migraram para as montanhas dos Cárpatos, e depois para Besquides, Sanok e Biecz. Os valáquios introduziram, nas comunidades locais, técnicas inovadoras na fabricação de queijo coalho.
No ano de 1876, o padre Sutor transcreve em detalhes os costumes de pastoreio e a produção de queijo de leite de ovelhaː "a baca derrama o leite ordenhado dos gielets nos perfuradores... Os folheadores esvaziados de leite são apanhados pelo mensageiro atrás da porta, despejados na primeira água e, depois de enxaguados, derramam-se de uma curva a outra até à última, e desta para o cocho do cão. Agora a baca é levada para a esposa cozinhar. No leite de ovelha, ele joga um pedaço do chamado klagu (estômago de bezerro) para que o leite seja cortado em um instante (escória, ou seja, no queijo e no soro de leite). O queijo separado do soro de leite é retirado da cabana com as mãos, espancado em um bondz, chamado de ordenha, e levado para a outra sala da cabana."
No dia 10 de outubro de 2005, o queijo bundz foi incluído na lista de produtos lácteos tradicionais.
O Bundz está entre os 10 melhores queijos do mundo no ano de 2023, ficando na nona posição, segundo pesquisa feita pela Taste Atlas.

## Características
É um queijo integral, de textura macia, com pequenos orifícios formado por bolhas de ar no seu interior e possui sabor suave de nozes. A pele é fina, elástica, coberta com um mofo branco e possui uma coloração creme-branco. Quando consumido fresco, possui sabor doce; e quando consumido maturado, possui sabor azedo. O queijo bundz contém cerca de 55% de água, 18% de proteína e 22% de gordura.

## Produção
O leite de ovelha é colocado em recipiente chamado "puciera" e passa pelo processo de coalhar, por enzimas provenientes dos estômagos de bezerros jovens ou coalhos microbiológicos; depois de coalhado, é cozido no vapor em temperatura de 70ºC por alguns minutos. Já cozido, é cortado e retirado o soro através de gotejamento por 24 horas. Após a retirada do soro, o queijo é armazenado em uma prateleira, onde irá maturar por aproximadamente 14 dias. Durante o processo de maturação, uma camada de gordura se forma a qual é retirada. O queijo pode ser consumido fresco ou maturado.

Para a produção do queijo bundz defumado, após o processo descrito acima, o queijo passa pela salga com duração de 5 dias para o processo seco, ou duração de 3 dias para o processo úmido. Após a salga, o queijo é posto em uma tábua e armazenado em uma sala seca, arejada e com temperatura de 15ºC. Durante 5 dias, o queijo é virado diariamente. Depois de maturado, o queijo passa pelo processo de defumação em uma temperatura entre 25°C e 40°C. Quando a pele atinge a coloração amarelo-marrom, o queijo é embrulhado em papel manteiga e e armazenado em temperatura entre  0°C e 10°C.